# Nesle-Normandeuse
Nesle-Normandeuse är en kommun i departementet Seine-Maritime i regionen Normandie i norra Frankrike. Kommunen ligger i kantonen Blangy-sur-Bresle som tillhör arrondissementet Dieppe. År 2022 hade Nesle-Normandeuse 498 invånare.

## Befolkningsutveckling
Antalet invånare i kommunen Nesle-Normandeuse
| Referens: INSEE |